# Manciple Island
Manciple Island ist eine Insel im Wilhelm-Archipel vor der Westküste der Antarktischen Halbinsel. In der Gruppe der Wauwermans-Inseln liegt sie zwischen Reeve Island und Host Island.
Die Insel ist noch unbenannt erstmals auf einer argentinischen Landkarte aus dem Jahr 1952 verzeichnet. Das UK Antarctic Place-Names Committee benannte sie 1958 nach einer Figur aus den um das Jahr 1387 verfassten Canterbury Tales des englischen Schriftstellers Geoffrey Chaucer.